# 9179 Satchmo
9179 Satchmo este un asteroid din centura principală de asteroizi.

## Descriere
9179 Satchmo este un asteroid din centura principală de asteroizi. A fost descoperit pe 13 martie 1991 la Observatorul Oak Ridge din Harvard, Massachusetts. El prezintă o orbită caracterizată de o semiaxă mare de 2,98 ua, o excentricitate de 0,12 și o înclinație de 11,1° în raport cu ecliptica.